# Јужни Буг
Јужни Буг (укр. Південний Буг, Pivdennyi Buh, тур. Aksu, старогрчки: Hypanis) је ријека у Украјини. Извире на западу земље у Подољу око 145 km² од границе с Пољском и тече на југоисток кроз степску низију. Дугачка је 853 km. Код града Очакова се улијева у Црно море. На ушћу гради Дњепро-бушки лиман. Средњи проток на 132 km од ушћа износи 82 m³/s, највећи — 5.320 m³/s, а најмањи — 2,6 m³/s. Залеђен је од новембра до фебруара. Салинитет ријеке износи до 0,9 g/l.
Главне притоке су ријеке: Волк, Терноваја, Иква, Случ, Хомора Згар, Ров, Соб, Дохна, Савранка, Десна, Мертвовод, Ингул, Синица, Згар.
На ријеци се налазе сљедећи градови — Хнивањ, Ладижин, Виница, Савран, Хајворон, Первомајск, Нова Одеса, Очаков, Миколајив.
- Ушће ријеке Инхул у Јужни Буг код града Миколајива
- Ушће ријеке Плоска у Јужни Буг
- Јужни Буг у граду Виници